# Macaca
Macaca é um gênero de primatas pertencente à família dos cercopitecídeos que inclui 23 espécies de macacos do Velho Mundo, designáveis coletivamente em português como cinopitecos, as quais se encontram dentro da subfamília Cercopithecinae.

## Descrição
1. 1 2  Groves, C.P. (2005).  Wilson, D. E.; Reeder, D. M, eds. Mammal Species of the World 3.ª ed. Baltimore: Johns Hopkins University Press. pp. 161–165. ISBN 978-0-8018-8221-0. OCLC 62265494
2. ↑  Garrido, Carlos (primavera de 2024). «Problemas zoonímicos e inadequações tradutivas da segunda temporada de Animais Incríveis, passada na RTP» (PDF). Boletim «a folha». Boletim da língua portuguesa nas instituições europeias. Consultado em 20 de julho de 2024

Junto com os humanos (gênero Homo), o gênero Macaca é um dos gêneros mais amplamente distribuídos de primatas, ocorrendo desde o Japão até o Afeganistão, e no caso do macaco de gibraltar, o Magrebe. Vinte e duas espécies são reconhecidas, incluindo algumas espécies que são bem conhecidas para não-zoólogos, como o macaco-rhesus e o macaco de gibraltar, que possui uma colônia no Rochedo de Gibraltar. Embora algumas espécies não possuam cauda e se pareçam com hominoides, eles não são diretamente relacionados aos chimpanzés ou gorilas.
Em algumas espécies, a pele do segundo ao quinto dedo une esses dedos.

### Comportamento social
Os integrantes desse gênero possuem uma complexa hierarquia. Se um macaco de posição mais baixa na hierarquia se alimenta e não deixa resto para o dominante, este último pode remover o alimento da boca do subalterno.

## Relações com humanos

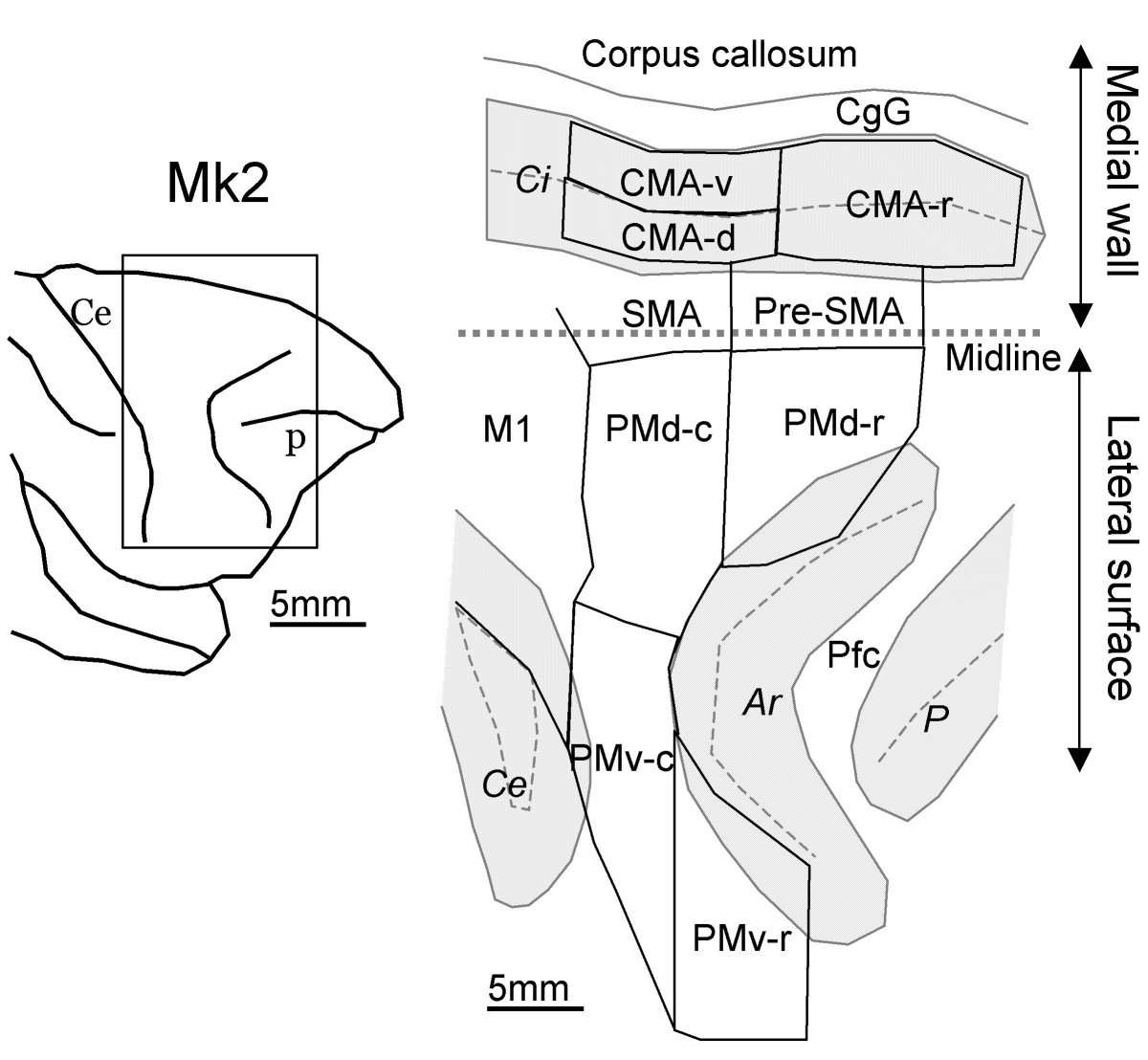
O macaco-rhesus é um dos primatas mais utilizados como organismo modelo, principalmente na neurociência, para estudar a visão.
Entre 73% e 100% das espécies do gênero em cativeiro são vetores assintomáticos do vírus da herpes. Esse vírus não é prejudicial aos macacos, mas infecta humanos, podendo ser fatal, o que torna esses animais pouco recomendados como animais de estimação. Um estudo de 2005 da Universidade de Toronto mostrou que macacos urbanos podem estar envolvidos em zoonoses virais em humanos, como por exemplo a febre amarela.

## Classificação

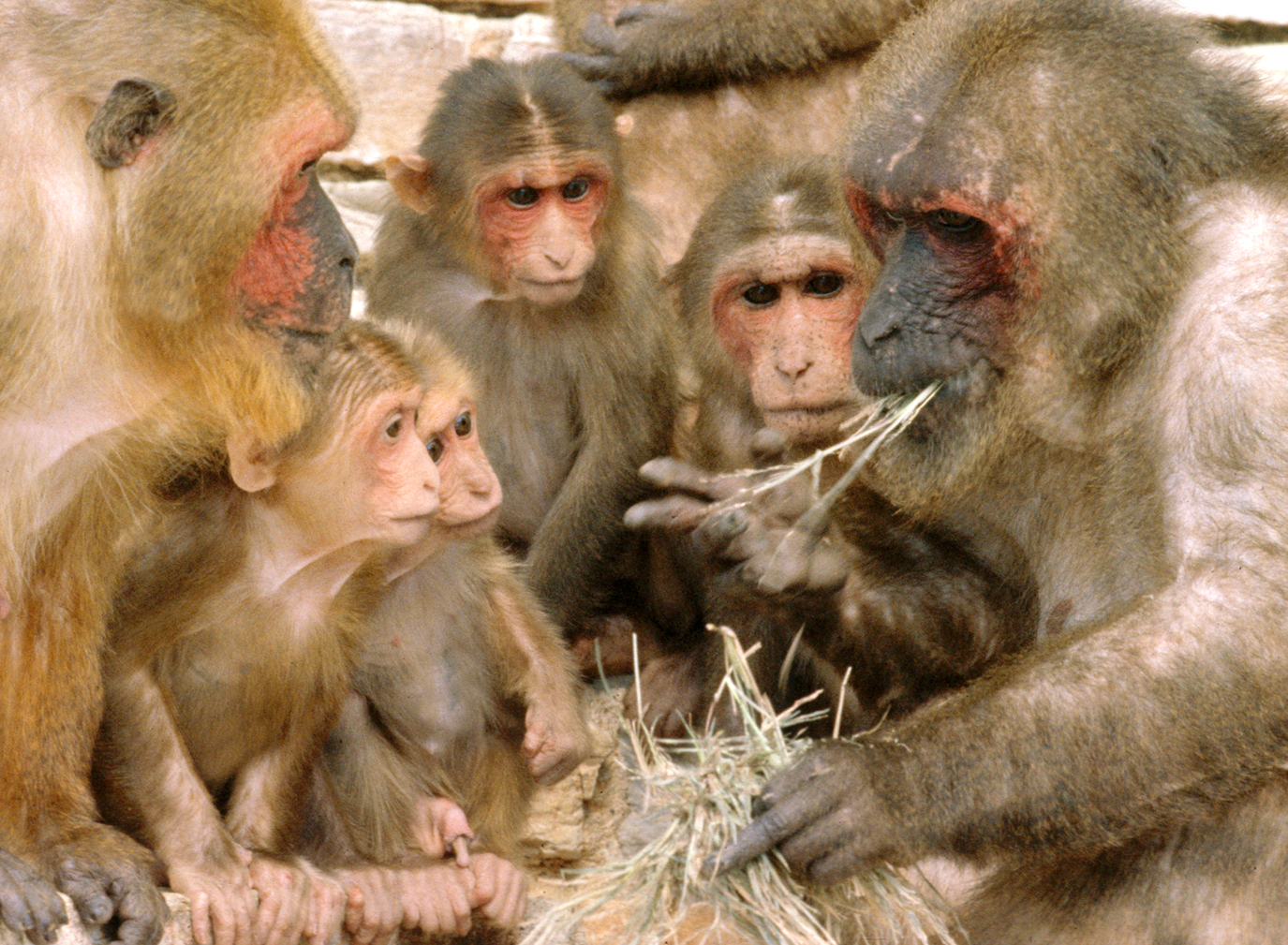
Macaca arctoides

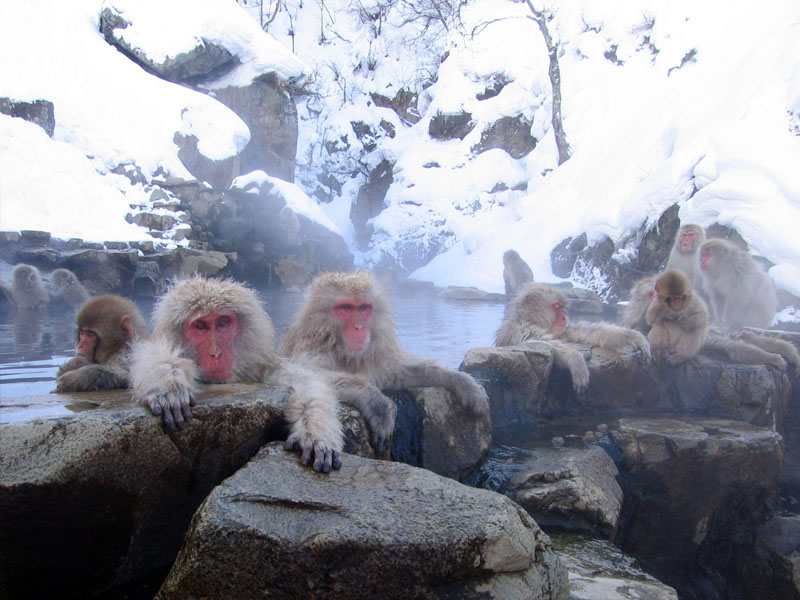
Macaca fuscata

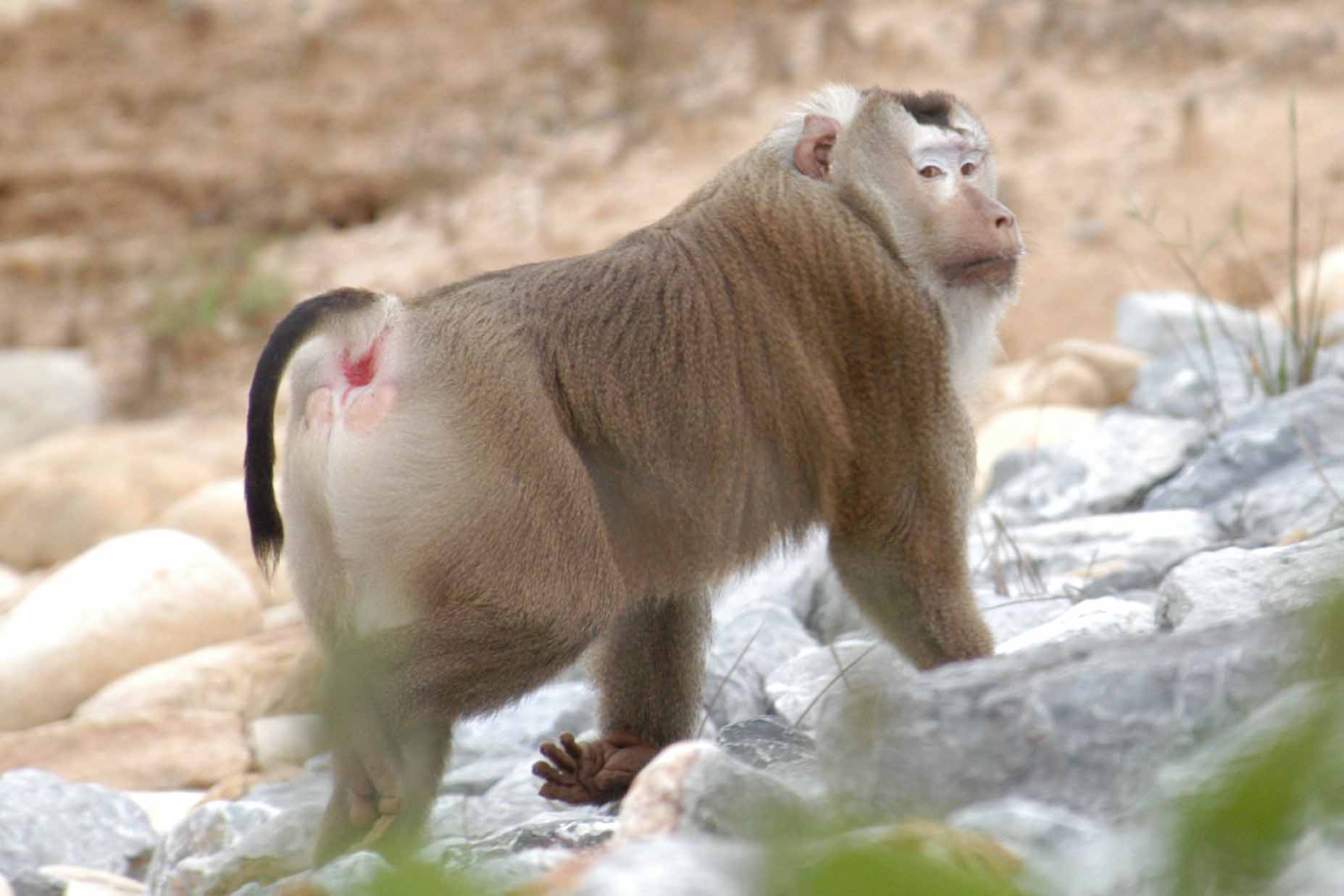
Macaca nemestrina

### GêneroMacaca
- Grupo M. sylvanus
  - Macaco-de-gibraltar, M. sylvanus
- Grupo M. nemestrina
  - Macaca silenus
  - Macaca nemestrina
  - Macaca leonina
  - Macaca pagensis
  - Macaca siberu
  - Macaca maura
  - Macaca ochreata
  - Macaca tonkeana
  - Macaca hecki
  - Macaca nigrescens
  - Macaca nigra
- Grupo M. fascicularis
  - Macaca fascicularis
  - Macaca arctoides
- Grupo M. mulatta
  - Macaco-rhesus, M. mulatta
  - Macaca cyclopis
  - Macaco-japonês, M. fuscata
- Grupo M. sinica
  - Macaca sinica
  - Macaca radiata
  - Macaca assamensis
  - Macaca thibetana
  - Macaca munzala

### Espécies fósseis
- Macaca anderssoni, Schlosser, 1924
- M. jiangchuanensis, Pan et al., 1992[6]
- M. libyca, Stromer, 1920
- M. majori, Schaub & Azzaroli in Comaschi Caria, 1969 (às vezes incluído em M. sylvanus)